# Luiza Xhuvani
Luiza Xhuvani (Sarandë, 26 de marzo de 1964) es una actriz albanesa, conocida por su papel en la película Lemas (2001).

## Biografía
Luiza Xhuvani nació el 26 de marzo de 1964 en Sarandë. Es una de las actrices de teatro y cine más importantes de su país, y la única actriz albanesa en recibir un premio en un festival de cine.
La actriz se graduó en la Academia de Artes en 1986, pero comenzó a trabajar en el Teatro Nacional después de dos años de experiencia en el Estraden de Sarandë. Todavía siendo estudiante, comenzó su carrera como actriz en la película Y viene un día (1986) y Flutura en mi cabina (1988), de Vladimir Prifti, con quien ganó la Copa a la Mejor Actriz del Festival de Cine. En 1991 empezó a trabajar con Gjergj Xhuvani, su actual esposo, en las películas Blanco y negro (1991), Un día de una vida (1994), Último amor (1995), Funeral de negocios (1999) y la famosa Lemas (2001), película galardonada con cinco premios internacionales, entre ellos el de mejor actriz para Luiza, en el Festival de Cine de Tokio. La última película que ha protagonizado es Querido Enemigo (2004). 
Trabaja continuamente en el Teatro Nacional en las obras dramáticas, como "Une dhe Mefistofeli", "Dhelpra dhe Rrushi", "Dasen Gjaku", "Rikardi III" y "Kati VI" entre otras. El año 2004 ganó el premio a la Mejor Actriz del Festival Nacional Aktrimit por la obra "Capítulo Segundo".

## Filmografía

### Teatro
- "Yo y Mefistofeli"
- "Dhelpra dhe Rrushtë"
- "Fiesta de Bodas de Sangre"
- "Ricardo III"
- "Katy VI"
- "Cantante Calva"
- "Valsi i Titanikut"
- "Oportunesku"
- "Kopshti me dallendyshe"
- "El Enemigo del Pueblo"
- "Ocho Personas Más"
- "Gaviota"
- "Cilindro"
- "Capítulo Segundo"
- "Valle Muerte"
- "Servidores"

### Cine
- Palabras sin fin (1986)
- Y viene un día (1986)
- Círculo de la memoria (1987)
- Flutura en mi cabina (1988)
- El muro de la vida (1989)
- Me gusta el viento (1991) (TV)
- Blanco y negro (1991)
- Un día de una vida (1994)
- Lomo de barbares (1994)
- Último amor (1995)
- Funeral de negocios (1999)
- Lemas (2001)
- Querido Enemigo (2004)

## Premios

### Festival de Tokio
| Año  | Premio       | Película | Resultado |
| ---- | ------------ | -------- | --------- |
| 2001 | Mejor Actriz | Slogans  | Ganadora  |